# Гудовщикова, Ирина Васильевна
Ирина Васильевна Гудовщикова (урожденная Ломакина; 14 декабря 1918, Минск — 9 марта 2000, Санкт-Петербург) — советский и российский учёный-библиограф и библиографовед, специалист в области истории, теории и методики библиографии, доктор педагогических наук, профессор.

## Биография
Родилась в русско-польской семье. В 1924 году вместе с семьей переехала в Ленинград, где в 1936 году окончила среднюю школу.
В 1941 году окончила филологический факультет Ленинградского государственного университета по специальности русиста-филолога. В 1940 году была опубликована её первая печатная работа — рецензия на воспоминания Э. Триоле о В. В. Маяковском. После окончания университета была направлена в Новокузнецкий педагогический институт преподавать литературу.
В 1941—1946 годах работала в научно-технической библиотеке Кузнецкого металлургического комбината переводчицей с французского и английского языков.
В 1946 году вернулась в Ленинград, где работала в Библиотеке АН СССР (БАН) в отделах иностранного комплектования, затем — в справочно-библиографическом; в дальнейшем руководила отделом иностранного комплектования.
В 1952—1954 годы читала курс лекций по иностранной библиографии для сотрудников БАН и в 1954—1960 годах — для сотрудников Государственной публичной библиотеки (ГПБ).
В 1954 году поступила в аспирантуру Ленинградского государственного библиотечного института им. Н. К. Крупской (ЛГБИ). После окончания аспирантуры осталась работать в этом же институте на кафедре общей библиографии в должностях старшего преподавателя, в дальнейшем доцента и профессора (звание было присвоено в 1980 году). Участвовала в создании при кафедре кабинета иностранной библиографии.
В 1958 году защитила диссертацию на соискание учёной степени кандидата педагогических наук по теме «Национальная и отраслевая библиография и вопросы библиографической теории в Польской Народной Республике». Официальные оппоненты — К. Р. Симон и Б. С. Боднарский.
Работая на кафедре общей библиографии, дополнительно руководила аспирантурой в течение десяти лет.
В 1977 году в Государственной библиотеке СССР имени В. И. Ленина защитила диссертацию на соискание учёной степени доктора педагогических наук по теме «Универсальная библиография библиографии (История, современное состояние, перспективы развития)». Диссертация содержала обзор международной библиографии библиографии и основных её разновидностей, историю и состояние национальной библиографии библиографии в 55 странах мира. Также в работе был приведен систематизированный список изданий библиографии библиографии, насчитывающий 969 названия.
Некоторое время преподавала иностранную библиографию в Казанском государственном университете культуры и искусств, который являлся филиалом ЛГИК.
Участвовала в поездках в составе делегации ЮНЕСКО, работала в библиотеках Швеции, Англии, Швейцарии, Италии, читала лекции в институтах культуры различных городов СССР, была участником различных научно-практических конференций.
Муж — биолог Д. В. Лебедев. В браке родился сын Андрей (род. 1950).
Умерла 9 марта 2000 года в Санкт-Петербурге. Похоронена на кладбище Санкт-Петербургского крематория.

## Научная и педагогическая работа
Является автором свыше 100 научных работ. В них исследованы понятия национальной и краеведческой библиографии, «моделирующей функции библиографии библиографии», взаимоотношения библиографии и информатики (в связи с только начинавшими создаваться в тот период автоматизированными информационными системами).
Автор университетского курса «Общая иностранная библиография».
Написанный ею совместно с К. В. Лютовой учебник «Общая иностранная библиография» (1978) был удостоен премии Министерства культуры РСФСР на конкурсе лучших трудов по актуальным вопросам библиотековедения и библиографии.
Под редакцией Гудовщиковой были изданы фундаментальные указатели библиографических пособий, подготовленные в БАН и ГПБ.
Автор биографических очерков об известных библиографах, а также около 40 статей по истории и теории энциклопедического дела в третьем издании Большой советской энциклопедии, энциклопедиях «Книговедение» (1982) и «Книга» (1998) и в «Советском энциклопедическом словаре» (1986). В третьем издании БСЭ ей принадлежат следующие статьи: «Британская энциклопедия», «Государственная библиография», «Итальянская энциклопедия наук, литературы и искусства (Итальяна)», «Ларусса энциклопедии», «Мейера энциклопедические словари», «Оксфордский словарь», «Симон Константин Романович», «Уэбстера словари», «Энциклопедия» и «Эспаса».
За период 1973—1992 годов под её руководством было защищено 12 кандидатских и одна докторская диссертация по теории и методике библиографического дела.

## Основные работы
- Гудовщикова И. В. Библиография в европейских странах народной демократии. Учебное пособие. — Л.: [Б. и.], 1960. — 92 с.
- Гудовщикова И. В. Библиография в Соединенных Штатах Америки. Учебное пособие. — Л.: [Б. и.], 1961. — 88 с.
- Общая зарубежная библиография. Программа для библ. ин-тов. — М.: [Б. и.], 1961. — 19 с.
- Гудовщикова И. В. Общие зарубежные энциклопедии. Учебное пособие. — Л.: [Б. и.], 1963. — 87 с.
- Общая иностранная библиография. Программа курса для библ. фак. ин-тов культуры. — М.: [Б. и.], 1966. — 15 с.
- Хрестоматия текстов на французском языке о книгах, читателях, библиотеках. Сост. В. А. Бравина, И. В. Гудовщикова. Под ред. И. В. Гудовщиковой. — Л.: [Б. и.], 1967. — 336 с.
- Гудовщикова И. В., Бронштейн М. П., Бриксман М. А. и др. Библиография. Общий курс. Под ред. М. А. Брискмана и А. Д. Эйхенгольца. — М.: «Книга» 1969. — 560 с.
- Гудовщикова И. В. Общая международная библиография библиографии. Учебное пособие. Под ред. М. А. Брискмана. — Л.: [Б. и.], 1969. — 105 с.
- Гудовщикова И. В., Андреева М. А., Бриксман М. А. и др. Библиография. Общий курс. Программа курса для библ. фак. ин-тов культуры. — М.: [Б. и.], 1973. — 35 с.
- Гудовщикова И. В., Лютова К. В. Общая иностранная библиография. — М.: «Книга», 1978. — 224 с.
- Гудовщикова И. В. Функции национальной библиографии и функциональная структура библиографии (опыт подхода). — Вильнюс: Гос. респ. б-ка Лит. ССР, 1979. — 27 с.
- Гудовщикова И. В. Состояние советской библиографии библиографии // Библиография. Общий курс. Под ред. О. П. Коршунова. — М.: «Книга», 1981. — 512 с. — С. 323—335.
- Общая иностранная библиография. Программа курса для ин-тов культуры, пед. вузов и ун-тов. — М.: [Б. и.], 1982. — 22 с.
- Международный стандартный номер сериальных изданий и его использование за рубежом. Сост. А. П. Алекшеров, И. В. Гудовщикова, Е. В. Соловьева и др. — М.: «Книга», 1983. — 43 с. — (Издательское дело: обзорная информация. Вып. 3.)
- Автоматизированные информационные системы по культуре и искусству. Сост. И. В. Гудовщикова, Н. Ф. Вербина, А. С. Зонин и др. — М.: [Б. и.], 1989. — 38 с. — (ДОР. Серия I, IV: информационное сообщение. Вып. 9.)
- Проблемы национальной библиографии. Сб. научных трудов. Отв. ред. И. В. Гудовщикова, К. В. Лютова. — Л.: Изд-во БАН, 1990. — 183 с.
- Гудовщикова И. В. Избранные труды. Сост. Н. В. Пономарева, А. С. Крымская. — С.-Пб.: Изд-во БАН; РХГА, 2020. — 368 с.